# باشگاه فوتبال آرستو
باشگاه فوتبال آرستو که معمولاً به اختصار آرستو نامیده می‌شود، یک باشگاه فوتبال اندونزیایی بود که در سولو، جاوه مرکزی، اندونزی مستقر بود. آنها آخرین بار در لیگ برتر اندونزی بازی می‌کردند.